# Ingrid Paus-Hasebrink
Ingrid Paus-Hasebrink (* 7. Oktober 1952 in Thuine-Suttrup, heute zu Freren) ist eine deutsche Kommunikationswissenschaftlerin, Germanistin und Soziologin. Von 2001 bis 2018 war sie Professorin am Fachbereich Kommunikationswissenschaft und von 2011 bis 2015 Dekanin der Kultur- und Gesellschaftswissenschaftlichen Fakultät der Paris-Lodron-Universität Salzburg.

## Leben und Wirken

### Ausbildung
Ingrid Paus-Hasebrink studierte Publizistik, Germanistik und Soziologie an der Westfälischen Wilhelms-Universität Münster. Nach dem Abschluss (Magister Artium) 1977 arbeitete sie als Zeitungsredakteurin. Im Anschluss an die Promotion zum Thema Soziales Lernen in der Sendung Sesamstraße 1985 lehrte sie an den Instituten für Publizistik- und Kommunikationswissenschaft sowie für Deutsche Sprache und Literatur und ihre Didaktik in Münster. 1997 habilitierte sie sich mit einer Arbeit zu  Heldenbildern im Fernsehen bei Dieter Baacke an der Fakultät für Pädagogik und lehrte anschließend an der Universität Bielefeld.

### Akademische Laufbahn
Von Bielefeld aus ging Paus-Hasebrink nach Österreich und wurde Gast- und Vertretungsprofessorin am Institut für Medien- und Kommunikationswissenschaft in Klagenfurt sowie an den Instituten für Kommunikationswissenschaft und für Erziehungswissenschaft in Salzburg (Sommersemester 1999 bis Sommersemester 2001). Zum Wintersemester 2001 erhielt sie einen Ruf an das Institut für Kommunikationswissenschaft der Universität Salzburg sowie an das Institut für Medien- und Kommunikationswissenschaft der Universität Klagenfurt und folgte dem Ruf nach Salzburg.
Vom Wintersemester 2001 bis 2018 war Paus-Hasebrink Professorin für Audiovisuelle und Online-Kommunikation und Leiterin der gleichnamigen Abteilung am Fachbereich Kommunikationswissenschaft der Universität Salzburg, den sie von 2004 bis 2006 leitete. Von Oktober 2011 bis September 2015 war sie Dekanin der Kultur- und Gesellschaftswissenschaftlichen Fakultät der Universität. Vor ihrer Berufung zur Dekanin war sie bereits Senatorin der Universität Salzburg und als Vize-Dekanin ihrer Fakultät tätig.

### Forschungsschwerpunkte
Zu den Arbeitsschwerpunkten von Ingrid Paus-Hasebrink zählen die Mediensozialisationsforschung, Forschung zu Alltagskultur und Phänomenen der Populärkultur sowie Produktanalysen audiovisueller Angebote (Genre- und Formatanalysen) und Rezeptionsforschung (u. a. von Radioangeboten durch Kinder, von Daily Talks, Daily Soaps und Reality-TV-Angeboten durch Jugendliche sowie zum Umgang von Kindern mit multimedialen Markenzeichen des Fernsehens). Zu ihren weiteren Forschungsgebieten zählen Integrative AV- und Online-Kommunikationsforschung, soziale und mediale Wandlungsprozesse und das digitale Fernsehen in Österreich.

### Forschungsprojekte
Ingrid Paus-Hasebrink hat verschiedene nationale und internationale Forschungsprojekte geleitet. Sie ust Leiterin der österreichischen Forschungsgruppe, gefördert durch die Landesjugendräte der Bundesländer und das Bundesministerium für Wirtschaft, Familie und Jugend, im Netzwerk von EU Kids Online die im Rahmen des Safer Internet Plus Programms der Europäischen Union den Umgang von Kindern und Jugendlichen mit dem Internet sowie Chancen und Risiken untersucht. Mit Beginn der vierten Projektphase (seit Herbst 2014) wurde die Koordination des Forschungsnetzwerks von Uwe Hasebrink und Claudia Lampert vom Hans-Bredow-Institut für Medienforschung an der Universität Hamburg übernommen.
Ein weiteres aktuelles Forschungsprojekt ist die Langzeitstudie zur Mediensozialisation von sozial benachteiligten Heranwachsenden in Österreich, das von 2005 bis 2017 vom Jubiläumsfonds der Österreichischen Nationalbank gefördert wurde. Dieses Projekt ist dem Geiste der engagierten Sozialforschung verpflichtet und bietet somit nicht nur die Ergebnisse der empirischen Forschung, sondern formuliert auch Konzepte und Handlungsempfehlungen, die dazu dienen sollen, auch sozial benachteiligten Heranwachsenden die Ausbildung kompetenten Medienhandelns im Zuge ihres Aufwachsens zu ermöglichen. Eine dritte Säule des Projekts bildet die Entwicklung und Fortschreibung des Ansatzes der praxeologischen Mediensozialisationsforschung, der unter anderem auf den Arbeiten von Pierre Bourdieu und Ralph Weiß aufbaut.  Dies ermöglicht nach der Auseinandersetzung mit den Lebensphasen der frühen, mittleren und späten Kindheit auch die Erforschung der für die Entwicklung bedeutsamen Lebensphase Jugend. Mit einer Laufzeit von nunmehr über zehn Jahren handelt es sich bei der Mediensozialisationsstudie um die bisher längste derartige Studie. Seit Dezember 2014 erforscht Ingrid Paus-Hasebrink gemeinsam mit Sascha Trültzsch-Wijnen, Jasmin Kulterer (beide Universität Salzburg), Brigitte Hipfl und Alexa Weik von Mossner (beide Universität Klagenfurt) sowie mit weiteren Wissenschaftlern aus insgesamt 46 Ländern im Rahmen des World Hobbit Projects die Einstellungen und Meinungen der Zuschauer zu den Filmen der aktuellen Hobbit-Trilogie.
Paus-Hasebrink plädiert in ihren Forschungsprojekten darüber hinaus für eine ganzheitliche, integrative Betrachtung von Kommunikationsphänomenen auf den Ebenen der Produktion, der Angebote, der Rezeption sowie den gesellschaftlichen Konsequenzen. Sie zählt zu den entschiedenen Vertreterinnen der Forschungsstrategie der Triangulation, die fest in der Qualitativen Sozialforschung verankert ist, aber auch in der Quantitativen Sozialforschung Anwendung findet.

### Mitgliedschaften
Ingrid Paus-Hasebrink ist Mitglied der Österreichischen Gesellschaft für Kommunikationswissenschaft, der Deutschen Gesellschaft für Publizistik und Kommunikationswissenschaft, der Deutschen Gesellschaft für Erziehungswissenschaft, der European Communication Research and Education Association und der Gesellschaft für Medienpädagogik und Kommunikationskultur. Seit 2006 ist sie Mitglied im europäischen Netzwerk von EU Kids Online und leitet das österreichische Forschungsteam. In Working Group 4 der COST Action IS0906 Transforming Audiences – Transforming Societies war sie als Vice-Chair tätig. Am 21. November 2014 wurde Paus-Hasebrink die Ehrenmitgliedschaft der Gesellschaft für Medienpädagogik und Kommunikationskultur (GMK) verliehen. Die Auszeichnung erfolgte als Ehrung „für ihr besonderes Engagement in der medienpädagogischen Forschung, Mediensozialisationsforschung und der Forschung zu den Lebenswelten von Kindern und Jugendlichen“.

### Privates
Ingrid Paus-Hasebrink ist verheiratet mit dem deutschen Psychologen und Kommunikationswissenschaftler Uwe Hasebrink.

## Publikationen (Auswahl)
- mit Philip Sinner (2021): 15 Jahre Panelstudie zur (Medien-)Sozialisation. Wie leben die Kinder von damals heute als junge Erwachsene? Baden-Baden: Nomos.
- mit Philip Sinner (2021): 15 Years Panel Study on (Media) Socialisation. The Children of Yesteryear are now 3 Young Adults. In: Quarterly Bulletin of the Vienna NGO Committee on the Family. H. 120. S-3-17.
- mit Jasmin Kulterer und Philip Sinner und (2019): Social Inequality, Childhood and the Media. A Longitudinal Study of the Mediatization of Socialisation. London: Palgrave Macmillan.
- mit Jasmin Kulterer unter Mitarbeit von Philip Sinner (2014): Praxeologische Mediensozialisationsforschung. Langzeitstudie zu sozial benachteiligten Heranwachsenden. Baden-Baden: Nomos.
- mit Philip Sinner und Fabian Prochazka (2014): Children’s online experiences in socially disadvantaged families: European evidence and policy recommendations. London: EU Kids Online.
- mit Michelle Bichler unter Mitarbeit von Christine Wijnen (2008): Mediensozialisationsforschung – theoretische Fundierung und Fallbeispiel sozial benachteiligte Kinder. Wien: Österreichischer Studienverlag.
- mit Jens Woelke, Michelle Bichler und Alois Pluschkowitz (2006): Einführung in die Audiovisuelle Kommunikation. München: Oldenbourg Verlag.
- (1998): Heldenbilder im Fernsehen. Eine Untersuchung zur Symbolik von Serienfavoriten in Kindergarten, Peer-Group und Kinderfreundschaften. Opladen: Westdeutscher Verlag (Habilitationsschrift).
- mit Joke Bauwens, Andrea Dürager und Cristina Ponte (2013): Exploring Types of Parent-Child Relationship and Internet Use across Europe. In: Journal of Children and Media – JOCAM. 7. Jg., H. 1. doi:10.1080/17482798.2012.739807. S. 114–132.
- (2011): Dieter Baacke: Der homo communicator als homo politicus. Reihe „Klassiker der Kommunikations- und Medienwissenschaft heute“. In: M&K Medien & Kommunikationswissenschaft. 59. Jg., H. 1, S. 75–96.
- mit Sascha Trültzsch, Alois Pluschkowitz und Christine Wijnen (Hrsg.) (2013): Integrative AV- und Online-Kommunikationsforschung. Perspektiven – Positionen – Projekte. Lebensweltbezogene Medienforschung: Angebote – Rezeption – Sozialisation Band 1. Baden-Baden: Nomos.
- mit Jan-Hinrik Schmidt und Uwe Hasebrink (Hrsg.) (2011): Heranwachsen mit dem Social Web. Zur Rolle von Web-2.0-Angeboten im Alltag von Jugendlichen und jungen Erwachsenen. Berlin: Vistas.
- mit Klaus Neumann-Braun, Uwe Hasebrink und Stefan Aufenanger (Hrsg.) (2004): Medienkindheit – Markenkindheit. Untersuchungen zur multimedialen Verwertung von Markenzeichen für Kinder. München: kopaed.
- mit Uwe Hasebrink (2013): Trends in children's consumption of media. In: Lemish, Dafna (Hrsg.): The Routledge International Handbook of Children, Adolescents and Media. Routledge Taylor & Francis: Milton Park & London, S. 31–38.